# Odznaka tytułu honorowego „Zasłużony Drukarz Polskiej Rzeczypospolitej Ludowej”
Odznaka tytułu honorowego „Zasłużony Drukarz Polskiej Rzeczypospolitej Ludowej” – jedna z piętnastu odznak tytułów honorowych przyznawanych w PRL, ustanowiona 10 lipca 1985 jako wyróżnienie dla pracowników poligrafii w uznaniu szczególnych zasług w krzewieniu kultury w społeczeństwie, upowszechnianiu informacji oraz przyczynianiu się do podnoszenia poziomu wiedzy i wykształcenia; nadawana była szczególnie zasłużonym osobom zatrudnionym w poligrafii, które w okresie długoletniej pracy wyróżniły się wybitnymi osiągnięciami w tej dziedzinie zwłaszcza przy opracowywaniu nowych rozwiązań technicznych i organizacyjnych oraz ich wprowadzaniu i upowszechnianiu, a także doskonaleniu kadr pracowników poligrafii.
Tytuł honorowy nadawano z okazji Dnia Drukarza (ostatnia niedziela maja). Odznakę noszono po prawej stronie piersi.
Wszystkie tytuły honorowe zostały zlikwidowane 23 grudnia 1992, ustawą z dnia 16 października 1992, pozostawiając dotychczasowym laureatom prawo do ich używania.